# Daon
Daon est une commune française, située dans le département de la Mayenne en région Pays de la Loire, peuplée de 533 habitants.
La commune fait partie de la province historique de l'Anjou (Haut-Anjou).

## Géographie
Proche de Ménil, Coudray et en bordure du département de Maine-et-Loire, la commune est située dans le Sud-Mayenne.

### Climat
Pour des articles plus généraux, voir Climat des Pays de la Loire et Climat de la Mayenne.
En 2010, le climat de la commune est de type climat océanique altéré, selon une étude du CNRS s'appuyant sur une série de données couvrant la période 1971-2000. En 2020, Météo-France publie une typologie des climats de la France métropolitaine dans laquelle la commune est exposée à un climat océanique et est dans la région climatique  Moyenne vallée de la Loire, caractérisée par une bonne insolation (1 850 h/an) et un été peu pluvieux. 
Pour la période 1971-2000, la température annuelle moyenne est de 11,7 °C, avec une amplitude thermique annuelle de 14 °C. Le cumul annuel moyen de précipitations est de 712 mm, avec 11,7 jours de précipitations en janvier et 6,3 jours en juillet. Pour la période 1991-2020, la température moyenne annuelle observée sur la station météorologique de Météo-France la plus proche, sur la commune de Coudray à 5 km à vol d'oiseau, est de 12,2 °C et le cumul annuel moyen de précipitations est de 718,4 mm,. Pour l'avenir, les paramètres climatiques de la commune estimés pour 2050 selon différents scénarios d'émission de gaz à effet de serre sont consultables sur un site dédié publié par Météo-France en novembre 2022.

## Urbanisme

### Typologie
Au 1er janvier 2024, Daon est catégorisée commune rurale à habitat dispersé, selon la nouvelle grille communale de densité à sept niveaux définie par l'Insee en 2022.
Elle est située hors unité urbaine. Par ailleurs la commune fait partie de l'aire d'attraction de Château-Gontier-sur-Mayenne, dont elle est une commune de la couronne,. Cette aire, qui regroupe 19 communes, est catégorisée dans les aires de moins de 50 000 habitants,.

### Occupation des sols
L'occupation des sols de la commune, telle qu'elle ressort de la base de données européenne d’occupation biophysique des sols Corine Land Cover (CLC), est marquée par l'importance des territoires agricoles (90,7 % en 2018), une proportion sensiblement équivalente à celle de 1990 (91 %). La répartition détaillée en 2018 est la suivante : 
terres arables (60,1 %), prairies (27 %), forêts (6,2 %), zones agricoles hétérogènes (3,6 %), zones urbanisées (1,8 %), espaces verts artificialisés, non agricoles (1,3 %). L'évolution de l’occupation des sols de la commune et de ses infrastructures peut être observée sur les différentes représentations cartographiques du territoire : la carte de Cassini (XVIIIe siècle), la carte d'état-major (1820-1866) et les cartes ou photos aériennes de l'IGN pour la période actuelle (1950 à aujourd'hui).

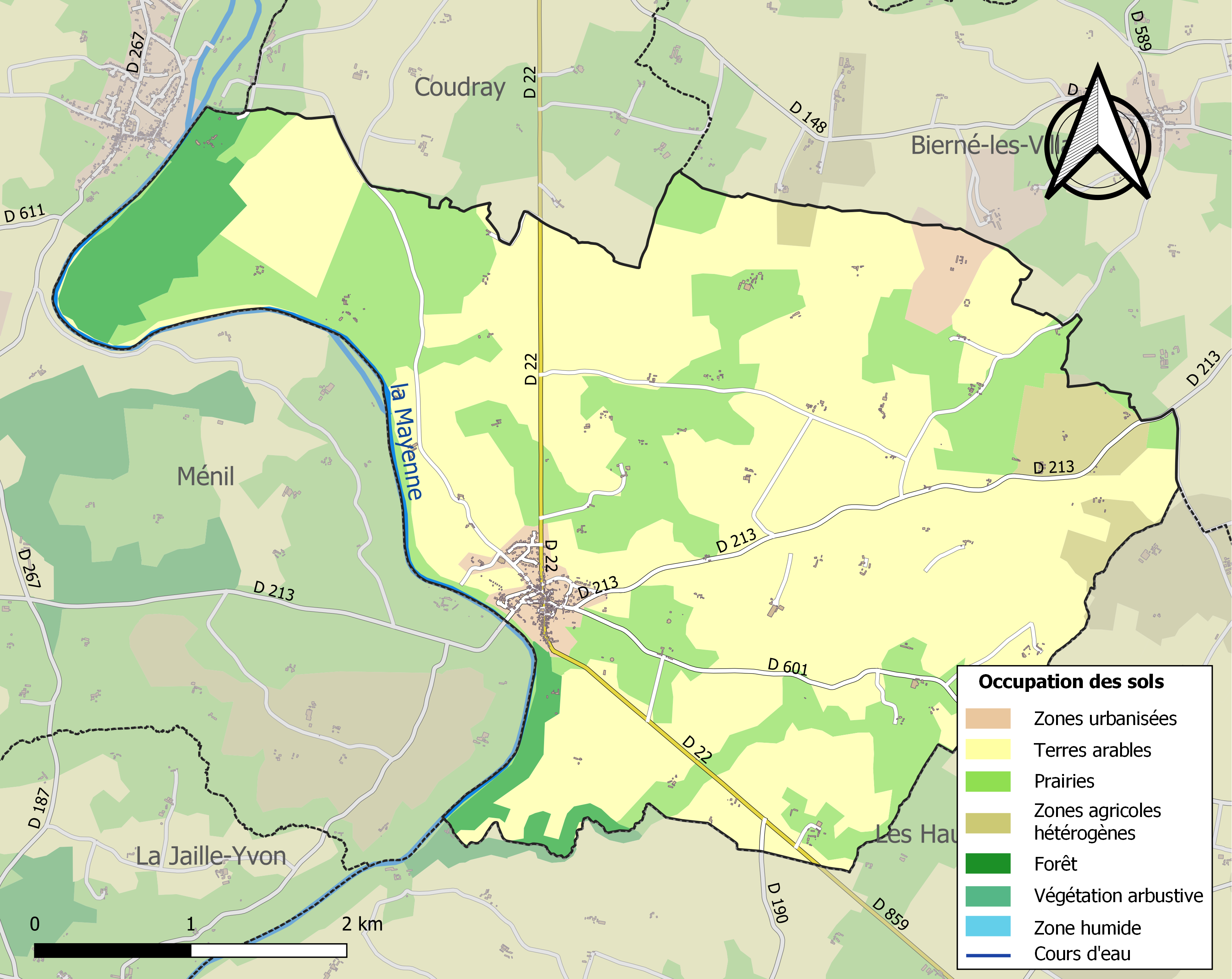
Carte des infrastructures et de l'occupation des sols de la commune en 2018 (CLC).

## Toponymie
Le gentilé est Daonnais.

## Histoire
La commune faisait partie de la sénéchaussée angevine de Château-Gontier dépendante de la sénéchaussée principale d'Angers depuis le Moyen Âge jusqu'à la Révolution française. Daon envoie son curé Louis-François Martinet comme représentant du clergé aux états généraux de 1789.
En 1790, lors de la création des départements français, une partie du Haut-Anjou a formé le sud mayennais, région aujourd’hui appelée Mayenne angevine.

## Héraldique
| Armes de Daon | Les armes de la commune se blasonnent ainsi : D'azur à trois rencontres de chevreuil d'or ; à la bordure réduite du même. |

## Politique et administration

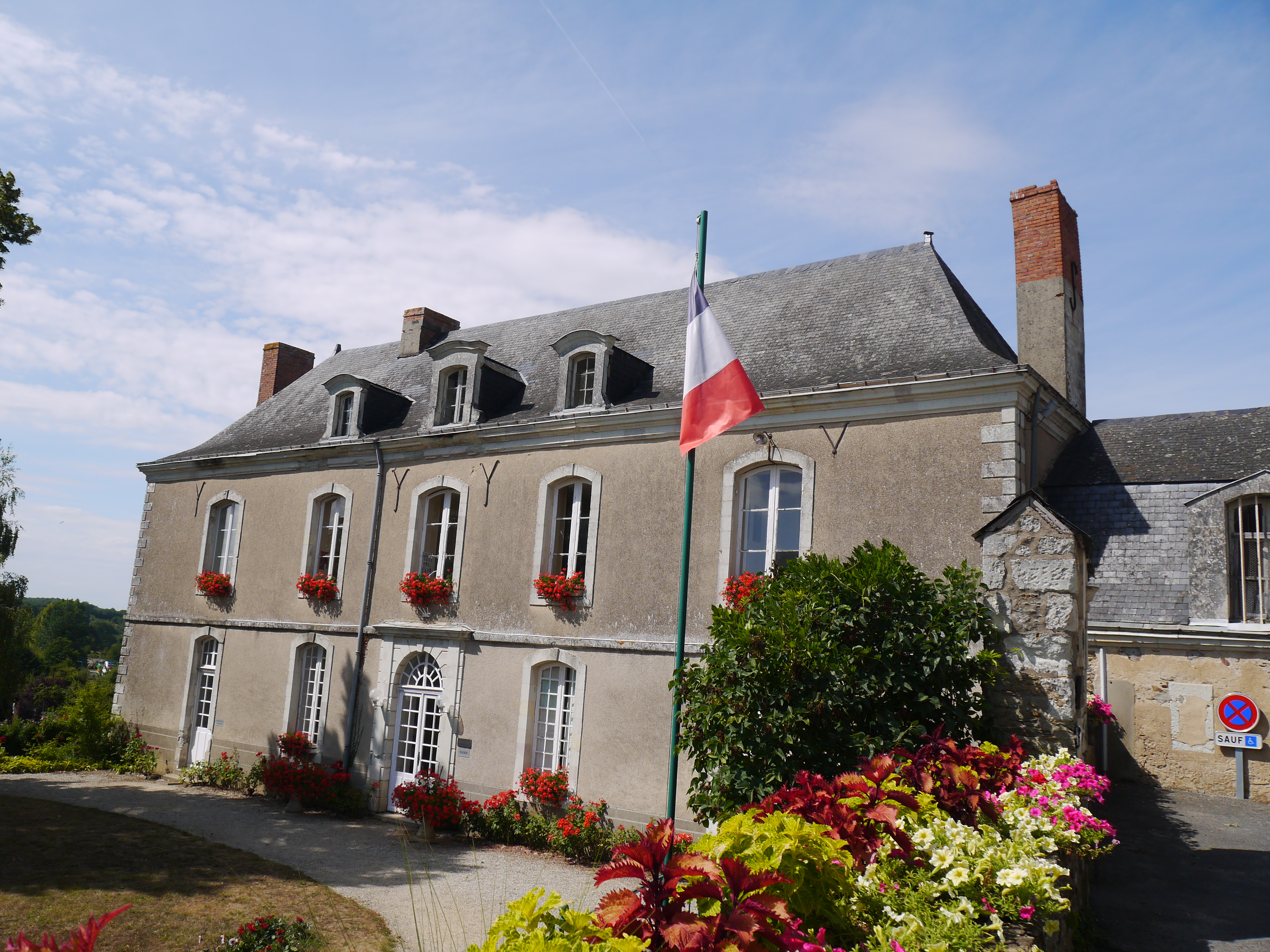
La mairie.

| Période       | Période      | Identité              | Étiquette | Qualité                          |
| ------------- | ------------ | --------------------- | --------- | -------------------------------- |
| 1943          | avril 1981   | M. Dominique Godivier | SE        | Exploitant agricole              |
| juin 1981     | juin 1995    | Robert Bourbon        |           |                                  |
| juin 1995     | mars 2008    | Claude Bellanger      | SE        | Agriculteur                      |
| mars 2008     | octobre 2009 | Marie-Jeanne Renaud   |           |                                  |
| décembre 2009 | mars 2014    | Hubert Leuthy         | SE        | Retraité de la fonction publique |
| mars 2014     | En cours     | Céline Renaudier      | SE        | Aide soignante                   |

## Population et société

### Démographie
L'évolution du nombre d'habitants est connue à travers les recensements de la population effectués dans la commune depuis 1793. Pour les communes de moins de 10 000 habitants, une enquête de recensement portant sur toute la population est réalisée tous les cinq ans, les populations de référence des années intermédiaires étant quant à elles estimées par interpolation ou extrapolation. Pour la commune, le premier recensement exhaustif entrant dans le cadre du nouveau dispositif a été réalisé en 2007.
En 2022, la commune comptait 533 habitants, en évolution de +8,78 % par rapport à 2016 (Mayenne : −0,73 %, France hors Mayotte : +2,11 %).
| 1793 | 1800 | 1806 | 1821 | 1831 | 1836 | 1841  | 1846 | 1851  |
| ---- | ---- | ---- | ---- | ---- | ---- | ----- | ---- | ----- |
| 880  | 802  | 853  | 914  | 942  | 983  | 1 005 | 992  | 1 017 |

| 1856  | 1861  | 1866  | 1872  | 1876  | 1881 | 1886 | 1891 | 1896 |
| ----- | ----- | ----- | ----- | ----- | ---- | ---- | ---- | ---- |
| 1 025 | 1 078 | 1 054 | 1 050 | 1 000 | 983  | 938  | 929  | 884  |

| 1901 | 1906 | 1911 | 1921 | 1926 | 1931 | 1936 | 1946 | 1954 |
| ---- | ---- | ---- | ---- | ---- | ---- | ---- | ---- | ---- |
| 923  | 934  | 892  | 758  | 717  | 706  | 692  | 623  | 638  |

| 1962 | 1968 | 1975 | 1982 | 1990 | 1999 | 2006 | 2007 | 2012 |
| ---- | ---- | ---- | ---- | ---- | ---- | ---- | ---- | ---- |
| 589  | 526  | 461  | 430  | 408  | 440  | 495  | 503  | 480  |

| 2017 | 2022 | - | - | - | - | - | - | - |
| ---- | ---- | - | - | - | - | - | - | - |
| 502  | 533  | - | - | - | - | - | - | - |

## Lieux et monuments
- Église Saint-Germain, en rénovation en 2012[23].
- Le Logis de la Grande Jaillerie.
- Le Logis du Petit Marigné, inscrit au titre des monuments historiques depuis 1997.

Daon est la commune du Pays de Château-Gontier qui compte le plus de châteaux, avec une dizaine de ceux-ci sur son territoire :
- Château de l'Escoublère, XVIe siècle, classé au titre des monuments historiques depuis 1927.
- Château de Mortreux, classé au titre des monuments historiques depuis 1933.
- Château des Places.
- Château des Lutz.
- Château de la Porte.
- Château de Bréon-Subert.
- Château de la Nouairie.
- Château de la Noierie.
- Château de la Touche-Belin.
- Château de Bellevue, dite Villa Bellevue.
- Château de Beaumont.

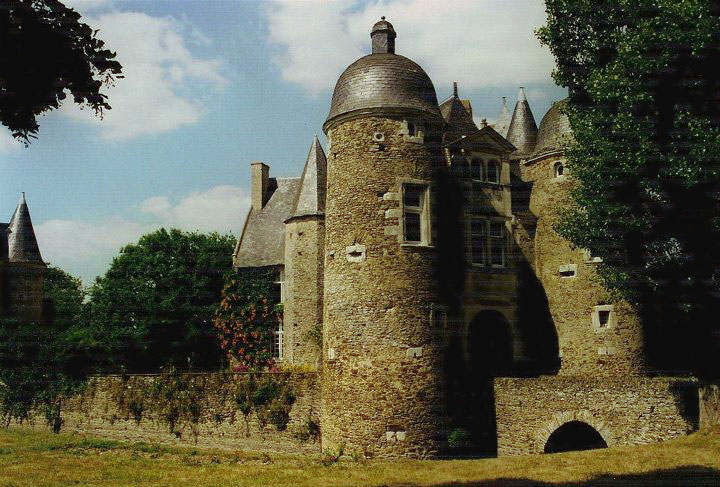
Le château de l'Escoublère.
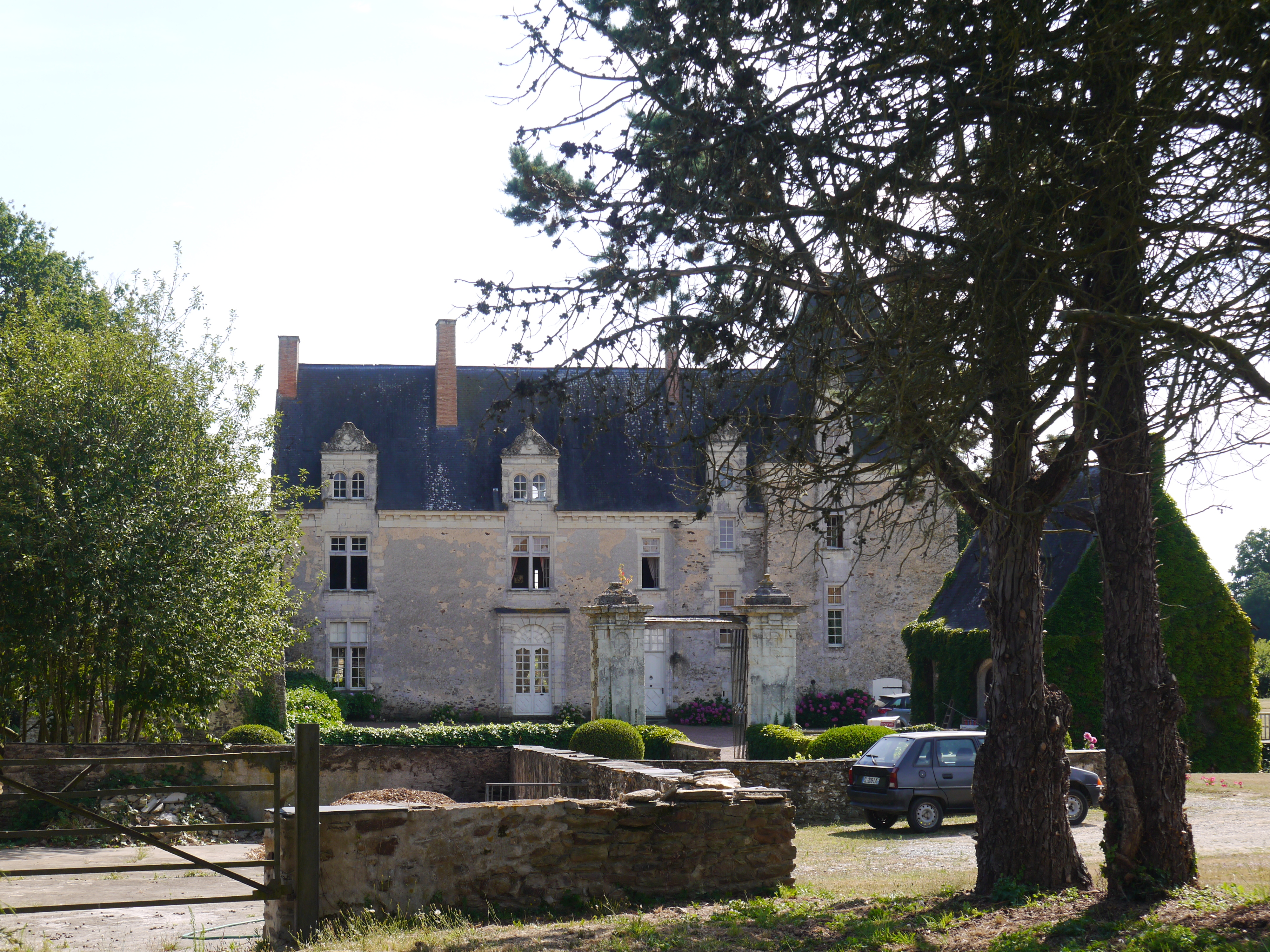
Le château de Mortreux.
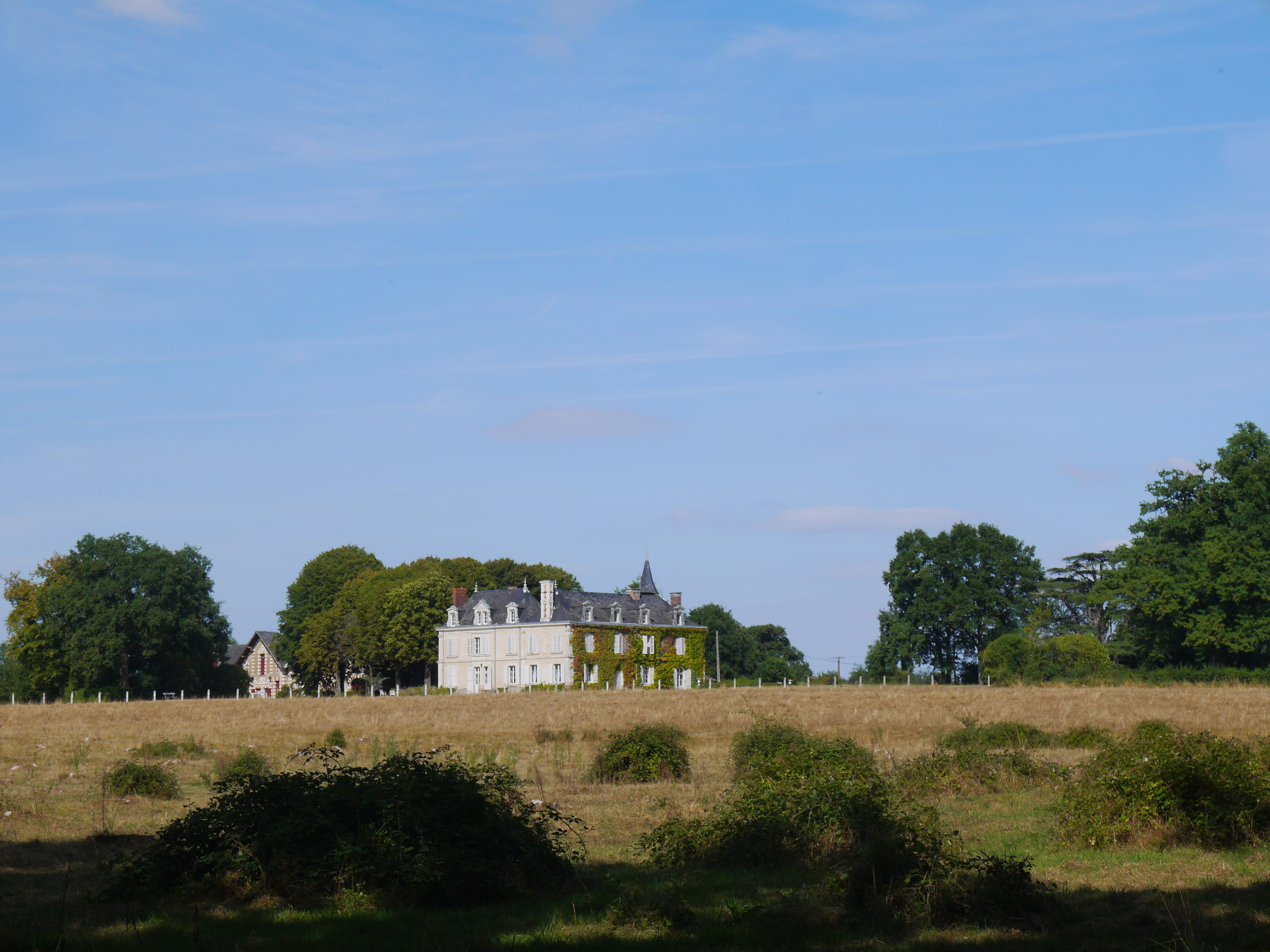
Le château des Lutz.

Daon abrite la partie amont du site des basses vallées angevines qui figurent au réseau Natura 2000.

## Activité et manifestations

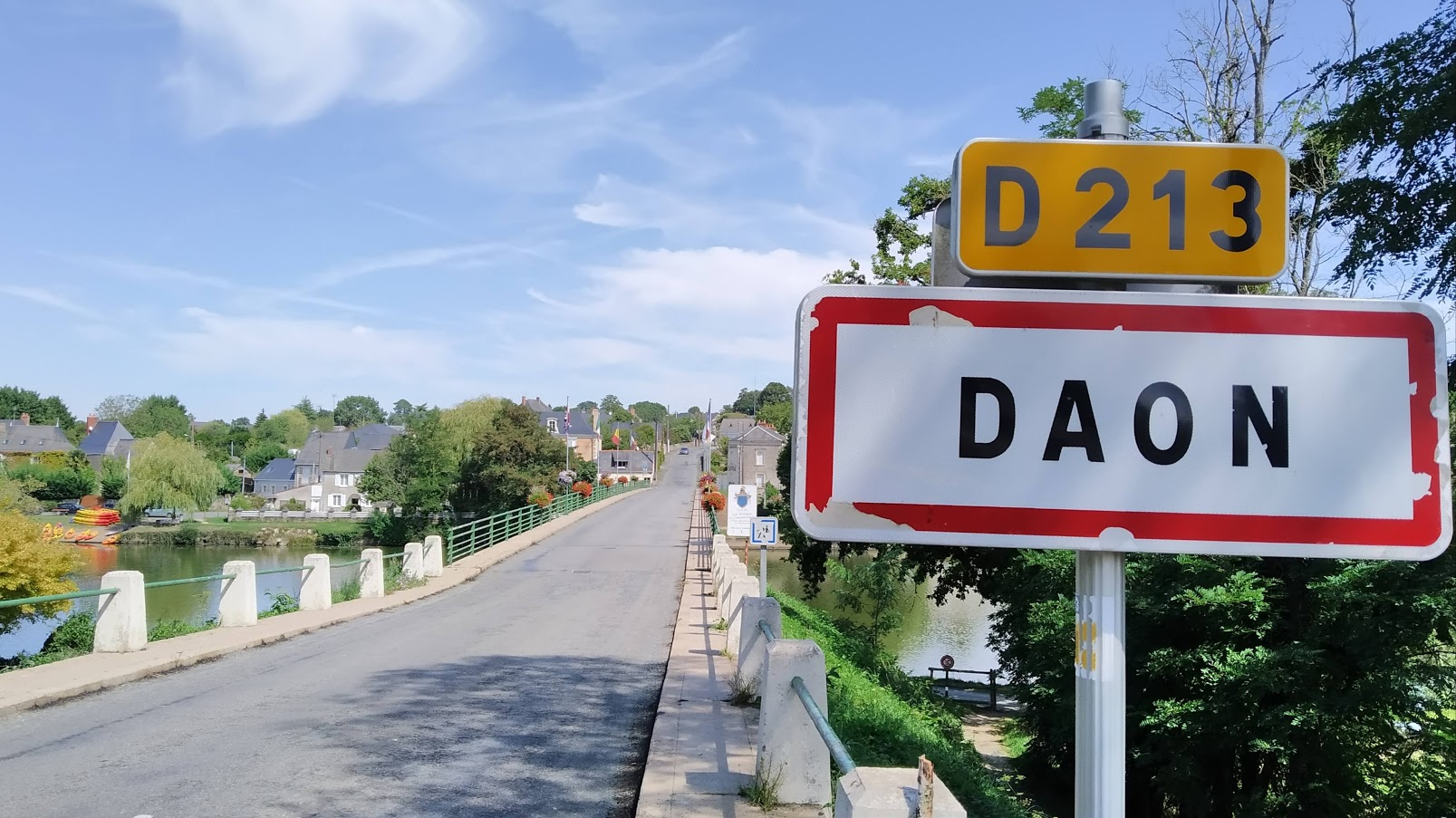
L'entrée et le pont de Daon.

Festival annuel des Bouts de Ficelles : festival gratuit organisé par l'association Bouts de Ficelles productions, se déroulant généralement le premier week-end de juin. Ce festival regroupe artistes amateurs de l'ouest de la France et même de pays voisins (Allemagne et Royaume-Uni). Il attire plusieurs milliers de personnes chaque année. Plus qu'un festival de musique, des actions écologiques et durables sont menées tout au long du festival (tri sélectif, verre recyclable, toilette sèche). Depuis 2012, la totalité de l'éclairage scénique est réalisé grâce à la technologie LED, ce qui permet une économie d’énergie électrique substantielle.

## Personnalités liées à la commune
- Jean Delespine (1506 à Daon - 1597), théologien et moraliste protestant.
- Étienne-Alexandre Bernier (1762 à Daon - 1806), chef vendéen, religieux, évêque d'Orléans de 1802 à 1806.
- Joseph-Juste Coquereau (1768 à Daon - 1795 à Daon), et son frère aîné Louis (1767 à Daon - 1865 à Daon), chefs chouans.
- Pierre Joly dit Petit-Prince (1773 à Daon - 1836), chef chouan de la Mayenne, particulièrement dans la région de Château-Gontier.